# Charmosyna palmarum
Il lorichetto delle palme (Charmosyna palmarum Gmelin, 1788) è un uccello della famiglia degli Psittaculidi.
Affine al lorichetto striato, ha taglia attorno ai 17 cm e piumaggio completamente verde con un segno rosso sotto il becco. Becco, iride e zampe arancio. Vive nel sud-ovest della Polinesia e nelle isole di Banks fino a 1000 metri di altitudine. Presenta un leggero dimorfismo sessuale perché il segno rosso sotto il becco è, nella femmina, minimo o assente.